# Edward Hand
Edward Hand (Contea di Offaly, 31 dicembre 1744 – Lancaster, 3 settembre 1802) è stato un generale, medico e politico irlandese naturalizzato statunitense che prestò servizio nell'esercito continentale durante la guerra d'indipendenza americana, salendo al rango di maggior generale. In seguito fu membro di numerosi organi governativi della Pennsylvania.

## Primi anni di vita e carriera
Hand nacque a Clyduff, nella contea di King (ora contea di Offaly), in Irlanda, il 31 dicembre 1744, e fu battezzato a Shinrone. Suo padre era John Hand. Tra i suoi vicini immediati c'erano la famiglia Kearney, antenati del presidente degli Stati Uniti d'America Barack Obama. Era un discendente delle famiglie di Mag Fhlaithimh (del sud Ulaidh e Mide) o Ó Flaithimhín (del Síol Muireadaigh) che, attraverso la traduzione (Flaithimh / Flaithimhín in Láimhín; laimh = mano), divenne Lavin o Hand.
Hand ottenne un certificato medico dal Trinity College di Dublino. Nel 1767, Hand si arruolò come compagno di chirurgo nel 18º reggimento (Royal Irish). Il 20 maggio 1767, navigò con il reggimento da Cobh, Cork, Irlanda, arrivando a Filadelfia l'11 luglio 1767. Nel 1772 gli fu commissionato un guardiamarina. Marciò con il reggimento a Fort Pitt, sulle forcelle del fiume Ohio, tornando a Filadelfia nel 1774, dove rassegnò le dimissioni.
Nel 1774, Hand si trasferì a Lancaster, in Pennsylvania, dove praticava medicina. Il 13 marzo 1775, sposò Catherine Ewing (nata il 25 marzo 1751 a Filadelfia, in Pennsylvania). Lancaster era la regione di alcuni dei primi insediamenti irlandesi e scozzesi-irlandesi in Pennsylvania; come popolo, erano ben noti per le loro convinzioni anti-inglesi e rivoluzionarie. Hand era attivo nel formare i Lancaster County Associators, una milizia coloniale.
Hand era un massone di 32º grado, appartenente alla Montgomery Military Lodge numero 14.

## La rivoluzione americana
Hand entrò nell'esercito continentale nel 1775 come tenente colonnello nel 1º reggimento della Pennsylvania sotto il colonnello William Thompson. Fu promosso colonnello nel 1776 e posto al comando della 1ª continentale (poi designata la 1° Pennsylvania). Promosso a generale di brigata nel marzo del 1777, prestò servizio come comandante di Fort Pitt, combattendo contro i lealisti britannici e i loro alleati indiani. Fu ricordato, dopo oltre due anni a Fort Pitt, come comandante di brigata nella divisione del maggior generale La Fayette.
Nel 1778, Hand attaccò i neutrali Lenape, uccidendo la madre del capitano Tubo, il fratello, e alcuni dei suoi figli nel corso di una campagna militare. Non riuscendo a distinguere tra i gruppi di nativi americani, Hand aveva attaccato i neutrali Lenape mentre cercava di ridurre la minaccia indiana ai coloni nel Paese dell'Ohio, perché altre tribù, come gli Shawnee, si erano alleate con i britannici.
Dopo alcuni mesi, fu nominato aiutante generale dell'esercito continentale e prestò servizio durante la battaglia di Yorktown in tale veste. In riconoscimento del suo lungo e distinto servizio, nel settembre del 1783 fu promosso da brevetto a maggior generale. Si congedò dall'esercito nel novembre 1783.

## Dopo la rivoluzione
Hand tornò a Lancaster e riprese la pratica della medicina. Un federalista, Hand fu attivo negli affari civili, ricoprendo cariche come:
- Capo Burgess di Lancaster
- Elettore presidenziale
- Delegato alla convenzione per la costituzione della Pennsylvania del 1790
- Membro del Congresso della Confederazione, 1784-1785
- Membro dell'Assemblea della Pennsylvania, 1785-1786

A partire dal 1785, possedeva e gestiva la piantagione Rock Ford, una fattoria di 177 acri sulle rive del fiume Conestoga, 1,6 km a sud di Lancaster, in Pennsylvania. Il palazzo di mattoni georgiano esiste tutt'oggi; la fattoria è un sito storico aperto al pubblico. Si sospetta che Hand sia morto di tifo, dissenteria o polmonite a Rock Ford nel 1802. Le cartelle cliniche non sono chiare, ma alcune fonti affermano che Hand è morto di colera. Non ci sono prove che la contea di Lancaster sia stata colpita da un'epidemia di colera nel 1802. Hand venne sepolto nel cimitero episcopale di St. James a Lancaster, la stessa chiesa in cui aveva servito come diacono.